# Plectrohyla pokomchi
Espèce
Statut de conservation UICN

 CR A4ce : 
En danger critique
Plectrohyla pokomchi est une espèce d'amphibiens de la famille des Hylidae.

## Répartition
Cette espèce est endémique du Guatemala. Elle se rencontre entre 1 400 et 1 900 m d'altitude dans les sierra de las Minas et sierra de Xucaneb,.

## Publication originale
- Duellman & Campbell, 1984 : Two New Species of Plectrohyla from Guatemala (Anura: Hylidae). Copeia, vol. 1984, no 2, p. 390-397.